# Rhyacophila sikungpa
Rhyacophila sikungpa är en nattsländeart som beskrevs av Schmid 1970. Rhyacophila sikungpa ingår i släktet Rhyacophila och familjen rovnattsländor. Inga underarter finns listade i Catalogue of Life.